# 井ノ口淳三
井ノ口 淳三（いのくち じゅんぞう、1947年（昭和22年）5月11日 - ）は、日本の教育学者、追手門学院大学教授。

## 経歴
京都府京都市生まれ。1971年京都大学教育学部卒、1976年同大学院教育学研究科博士課程満期退学、島根県立島根女子短期大学専任講師、1980年助教授、1990年追手門学院大学文学部教授、1995年同人間学部教授、2006年同国際教養学部教授。2000年「コメニウス教育学の研究」で京大博士（教育学）。

## 著書
- 『コメニウス教育学の研究』ミネルヴァ書房 1998
- 『命の教育、心の教育は何をめざすか 心のノートへ至る道徳教育』晃洋書房 2005

### 共編著
- 『子どもに学ぶ教育学』近藤郁夫、窪島務共編著 ミネルヴァ書房 1990
- 『教育改革の国際比較』大桃敏行、上杉孝實、植田健男共編 ミネルヴァ書房 2007
- 『教師教育テキストシリーズ　道徳教育』編 学文社 2007
- 『学力を育てる教育学』田中耕治共編著 八千代出版 2008
- 『教職概論 教師になるには』田中耕二郎共編著 ミネルヴァ書房 2008

### 翻訳
- J.A.コメニウス『世界図絵』ミネルヴァ書房 1988、のち平凡社ライブラリー

## 参考
- [ISBN 978-4-7710-1619-4]